# Europees kampioenschap voetbal mannen onder 17 - 2023 (kwalificatie)
Het kwalificatietoernooi voor het Europees kampioenschap voetbal onder 17 voor mannen was een toernooi dat start in oktober 2022 en eindigde in de lente van 2023. Dit toernooi bepaalde welke 15 landen deelnemen aan het Europees kampioenschap voetbal mannen onder 17 van 2023. Spelers die geboren zijn na 1 januari 2006 mochten deelnemen.
Rusland mocht niet deelnemen vanwege de schorsing die de FIFA heeft opgelegd.

## Gekwalificeerde landen
| Land        | Gekwalificeerd als          | Beste prestatie                  |
| ----------- | --------------------------- | -------------------------------- |
| Hongarije   | Gastland1                   | Kwartfinale (2017, 2019)         |
| Servië      | Eliteronde: winnaar groep 1 | Halve finale (2022)              |
| Wales       | Eliteronde: winnaar groep 2 | Debuut                           |
| Schotland   | Eliteronde: tweede groep 22 | Halve finale (2014)              |
| Nederland   | Eliteronde: winnaar groep 3 | Winnaar (2011, 2012, 2018, 2019) |
| Engeland    | Eliteronde: tweede groep 32 | Winnaar (2010, 2014)             |
| Spanje      | Eliteronde: winnaar groep 4 | Winnaar (2007, 2008, 2017)       |
| Duitsland   | Eliteronde: tweede groep 42 | Winnaar (2009)                   |
| Portugal    | Eliteronde: winnaar groep 5 | Winnaar (2003, 2016)             |
| Polen       | Eliteronde: tweede groep 52 | Halve finale (2012)              |
| Ierland     | Eliteronde: winnaar groep 6 | Kwartfinale (2017, 2018)         |
| Italië      | Eliteronde: tweede groep 62 | Tweede (2013, 2018, 2019)        |
| Kroatië     | Eliteronde: winnaar groep 7 | Vierde (2005)                    |
| Slovenië    | Eliteronde: tweede groep 72 | Groepsfase (2012, 2015, 2018)    |
| Frankrijk   | Eliteronde: winnaar groep 8 | Winnaar (2004, 2015, 2022)       |
| Zwitserland | Eliteronde: tweede groep 82 | Winnaar (2002)                   |

1 Het gastland hoeft geen kwalificatiewedstrijden te spelen, het is automatisch gekwalificeerd.

2 Niet alle landen die tweede eindigen zullen zich kwalificeren. De beste 7 landen kwalificeren zich.

## Format
Het kwalificatietoernooi zal uit twee rondes bestaan:
- Kwalificatieronde: Spanje en Nederland hoeven niet te spelen aan deze ronde. Beide landen ontvangen een bye en kwalificeren zich daarmee direct voor de eliteronde. Dit zijn de twee landen met de hoogste coëfficiënten. De overige landen worden verdeeld in 13 groepen van vier landen. In elke groep speelt ieder land één keer tegen ieder ander land. De nummers 1 en 2 kwalificeren zich voor de eliteronde. Van vier beste nummers 3 kwalificeren zich ook de eliteronde. (Hierbij tellen alleen de resultaten tegen de nummers 1 en 2 mee.)
- Eliteronde: In deze rondes nemen de 30 landen deel die zich vanuit de kwalificatieronde kwalificeren, aangevuld met Spanje en Nederland maakt dat 32. Deze landen worden verdeeld in acht groepen van vier. In elke groep speelt ieder land één keer tegen ieder ander land. Er wordt in 1 gastland per poule gespeeld. De acht groepswinnaars en zeven beste nummers 7 kwalificeren zich voor het hoofdtoernooi.

## Beslissingscriteria
In de kwalificatieronde en eliteronde wordt de ranking bepaald door het aantal behaalde punten (3 punten voor een overwinning, 1 punt voor een gelijkspel en 0 punten bij een verlies. Als deze punten gelijk staan wordt naar de volgende criteria gekeken:
1. Punten behaald in de onderlinge wedstrijden tussen de teams die gelijk eindigen;
2. Doelsaldo in de onderlinge wedstrijden tussen de teams die gelijk eindigen;
3. Aantal doelpunten gescoord in de onderlinge wedstrijden tussen de teams die gelijk eindigen;
4. Als meer dan 2 landen gelijk eindigen, en bovenstaande criteria maken geen verschil, dan worden de volgende criteria gevolgd;
5. Doelsaldo in alle groepswedstrijden;
6. Aantal doelpunten gescoord in alle groepswedstrijden;
7. Een strafschoppenserie wordt gehouden als de landen die gelijk eindigen elkaar ontmoeten in de laatste wedstrijd. (Deze optie wordt niet gebruikt als drie landen gelijk eindigen of als de eindrangschikking niet van belang is voor het kwalificeren voor een volgende ronde);
8. Disciplinaire punten (rode kaart = 3 punten, gele kaart = 1 punt, twee gele kaarten in een wedstrijd = 3 punten);
9. UEFA coëfficiëntenlijst die gebruikt is voor de loting van de kwalificatieronde;
10. Loting.

Om te bepalen wat de beste vier nummers drie van de kwalificatieronde zijn, de resultaten tegen de nummer 4 tellen daarbij niet mee, worden de volgende criteria bepalend:
1. Punten
2. Doelsaldo;
3. Aantal doelpunten gescoord;
4. Disciplinaire punten;
5. UEFA coëfficiëntenlijst die gebruikt is voor de loting van de kwalificatieronde;
6. Loting.

Dit geldt ook voor het bepalen wat de beste zeven nummers 2 zijn in eliteronde. Daarbij tellen alle resultaten mee.

## Loting kwalificatieronde
De loting voor de kwalificatieronde werd gehouden op 17 december 2021 om 10:00 (UTC+1) op het UEFA-hoofdkantoor in Nyon, Zwitserland.
De landen werden verdeeld op basis van de coëfficiënten. De ranking werd berekend door te kijken naar de resultaten van de vorige toernooien:
- Europees kampioenschap voetbal mannen onder 17 van 2016 en kwalificatie.
- Europees kampioenschap voetbal mannen onder 17 van 2017 en kwalificatie.
- Europees kampioenschap voetbal mannen onder 17 van 2018 en kwalificatie.
- Europees kampioenschap voetbal mannen onder 17 van 2019 en kwalificatie.

Uit iedere pot werd 1 land getrokken. Om politieke redenen mochten Servië en Kosovo, Bosnië en Herzegovina en Kosovo en Azerbeidzjan en Armenië niet bij elkaar in de groep terecht komen.
| Team      | Coëfficiënt | ranking |
| --------- | ----------- | ------- |
| Hongarije | 14.389      | —       |

| Team      | Coëfficiënt | ranking |
| --------- | ----------- | ------- |
| Nederland | 28.556      | 1       |
| Spanje    | 27.444      | 2       |

| Team                  | Coëfficiënt | ranking |
| --------------------- | ----------- | ------- |
| Engeland              | 23.056      | 3       |
| Italië                | 22.667      | 4       |
| Portugal              | 20.722      | 5       |
| Duitsland             | 19.833      | 6       |
| Frankrijk             | 18.944      | 7       |
| België                | 18.556      | 8       |
| Ierland               | 16.833      | 9       |
| Zweden                | 15.278      | 10      |
| Oostenrijk            | 13.556      | 11      |
| Servië                | 13.278      | 12      |
| Turkije               | 12.667      | 13      |
| Bosnië en Herzegovina | 12.333      | 14      |
| Schotland             | 12.000      | 15      |

| Team        | Coëfficiënt | ranking |
| ----------- | ----------- | ------- |
| Oekraïne    | 11.889      | 16      |
| Tsjechië    | 11.722      | 17      |
| Israël      | 11.167      | 18      |
| Zwitserland | 11.111      | 19      |
| Denemarken  | 11.000      | 20      |
| Noorwegen   | 10.722      | 21      |
| Rusland     | 10.667      | 22      |
| Griekenland | 10.222      | 23      |
| Slovenië    | 10.111      | 24      |
| Polen       | 10.000      | 25      |
| Kroatië     | 9.833       | 26      |
| Slowakije   | 9.333       | 27      |
| IJsland     | 8.167       | 28      |

| Team            | Coëfficiënt | ranking |
| --------------- | ----------- | ------- |
| Finland         | 7.833       | 29      |
| Cyprus          | 6.167       | 30      |
| Wit-Rusland     | 5.500       | 31      |
| Roemenië        | 5.333       | 32      |
| Azerbeidzjan    | 5.333       | 33      |
| Noord-Macedonië | 4.833       | 34      |
| Montenegro      | 4.667       | 35      |
| Wales           | 4.500       | 36      |
| Georgië         | 4.333       | 37      |
| Noord-Ierland   | 4.167       | 38      |
| Bulgarije       | 4.000       | 39      |
| Letland         | 3.000       | 40      |
| Faeröer         | 2.889       | 41      |

| Team          | Coëfficiënt | ranking |
| ------------- | ----------- | ------- |
| Litouwen      | 2.667       | 42      |
| Albanië       | 2.333       | 43      |
| Estland       | 2.333       | 44      |
| Armenië       | 2.000       | 45      |
| Kazachstan    | 2.000       | 46      |
| Kosovo        | 2.000       | 47      |
| Andorra       | 1.333       | 48      |
| Liechtenstein | 1.000       | 49      |
| Moldavië      | 0.667       | 50      |
| Luxemburg     | 0.667       | 51      |
| San Marino    | 0.333       | 52      |
| Malta         | 0.000       | 53      |
| Gibraltar     | 0.000       | 54      |

## Kwalificatieronde

### Groep 1
De wedstrijden werden gespeeld tussen 16 en 22 november in Portugal.
| Pos | Team       | Wed | W | G | V | Ptn | DV | DT | +/− | Kwalificatie                  |   | POR | SLO | KAZ | FAR |
| --- | ---------- | --- | - | - | - | --- | -- | -- | --- | ----------------------------- | - | --- | --- | --- | --- |
| 1   | Portugal   | 3   | 3 | 0 | 0 | 9   | 11 | 1  | +10 | Geplaatst voor de eliteronde. |   | —   | 2–0 | 6–1 | 3–0 |
| 2   | Slovenië   | 3   | 1 | 1 | 1 | 4   | 2  | 2  | 0   | Geplaatst voor de eliteronde. |   | —   | —   | 0–0 | 2–0 |
| 3   | Kazachstan | 3   | 1 | 1 | 1 | 4   | 4  | 6  | −2  |                               |   | —   | —   | —   | 3–0 |
| 4   | Faeröer    | 3   | 0 | 0 | 3 | 0   | 0  | 8  | −8  |                               | — | —   | —   | —   |     |

### Groep 2
De wedstrijden werden gespeeld tussen 24 en 30 oktober 2022 in Bosnië-Herzegovina.
| Pos | Team                  | Wed | W | G | V | Ptn | DV | DT | +/− | Kwalificatie                  |   | UKR | BIH | AZE | LIE |
| --- | --------------------- | --- | - | - | - | --- | -- | -- | --- | ----------------------------- | - | --- | --- | --- | --- |
| 1   | Oekraïne              | 3   | 2 | 1 | 0 | 7   | 13 | 3  | +10 | Geplaatst voor de eliteronde. |   | —   | 1–1 | 5–2 | 7–0 |
| 2   | Bosnië en Herzegovina | 3   | 2 | 1 | 0 | 7   | 4  | 1  | +3  | Geplaatst voor de eliteronde. |   | —   | —   | 1–0 | 2–0 |
| 3   | Azerbeidzjan          | 3   | 1 | 0 | 2 | 3   | 10 | 6  | +4  |                               |   | —   | —   | —   | 8–0 |
| 4   | Liechtenstein         | 3   | 0 | 0 | 3 | 0   | 0  | 17 | −17 |                               | — | —   | —   | —   |     |

### Groep 3
De wedstrijden werden gespeeld tussen 25 en 31  oktober 2022 in Georgië.
| Pos | Team     | Wed | W | G | V | Ptn | DV | DT | +/− | Kwalificatie                  |   | ENG | ISR | GEO | LTU |
| --- | -------- | --- | - | - | - | --- | -- | -- | --- | ----------------------------- | - | --- | --- | --- | --- |
| 1   | Engeland | 3   | 2 | 1 | 0 | 7   | 10 | 4  | +6  | Geplaatst voor de eliteronde. |   | —   | 1–1 | 6–2 | 3–1 |
| 2   | Israël   | 3   | 1 | 2 | 0 | 5   | 5  | 3  | +2  | Geplaatst voor de eliteronde. |   | —   | —   | 3–1 | 1–1 |
| 3   | Georgië  | 3   | 1 | 0 | 2 | 3   | 6  | 9  | −3  |                               |   | —   | —   | —   | 3–0 |
| 4   | Litouwen | 3   | 0 | 1 | 2 | 1   | 2  | 7  | −5  |                               | — | —   | —   | —   |     |

### Groep 4
De wedstrijden worden gespeeld tussen 19 en 25 oktober 2022 in Malta.
| Pos | Team          | Wed | W | G | V | Ptn | DV | DT | +/− | Kwalificatie                  |  | CZE | SCO | NIR | MLT |
| --- | ------------- | --- | - | - | - | --- | -- | -- | --- | ----------------------------- |  | --- | --- | --- | --- |
| 1   | Tsjechië      | 3   | 2 | 1 | 0 | 7   | 11 | 2  | +9  | Geplaatst voor de eliteronde. |  | —   | 5–1 | 1–1 | 5–0 |
| 2   | Schotland     | 3   | 2 | 0 | 1 | 6   | 10 | 5  | +5  | Geplaatst voor de eliteronde. |  | —   | —   | 3–0 | 6–0 |
| 3   | Noord-Ierland | 3   | 1 | 1 | 1 | 4   | 3  | 5  | −2  | Geplaatst voor de eliteronde. |  | —   | —   | —   | 2–1 |
| 4   | Malta         | 3   | 0 | 0 | 3 | 0   | 1  | 13 | −12 |                               |  | —   | —   | —   | —   |

### Groep 5
De wedstrijden werden gespeeld tussen 20 en 26 oktober 2022 in Polen.
| Pos | Team       | Wed | W | G | V | Ptn | DV | DT | +/− | Kwalificatie                  |   | MNE | POL | AUT | AND |
| --- | ---------- | --- | - | - | - | --- | -- | -- | --- | ----------------------------- | - | --- | --- | --- | --- |
| 1   | Montenegro | 3   | 2 | 1 | 0 | 7   | 4  | 1  | +3  | Geplaatst voor de eliteronde. |   | —   | 2–0 | 1–0 | 1–1 |
| 2   | Polen      | 3   | 2 | 0 | 1 | 6   | 10 | 5  | +5  | Geplaatst voor de eliteronde. |   | —   | —   | 4–2 | 6–1 |
| 3   | Oostenrijk | 3   | 1 | 0 | 2 | 3   | 4  | 5  | −1  |                               |   | —   | —   | —   | 2–0 |
| 4   | Andorra    | 3   | 0 | 1 | 2 | 1   | 2  | 9  | −7  |                               | — | —   | —   | —   |     |

### Groep 6
De wedstrijden werden gespeeld tussen 26 oktober en 1 november 2022 in Roemenië.
| Pos | Team       | Wed | W | G | V | Ptn | DV | DT | +/− | Kwalificatie                  |   | BEL | DEN | ROU | EST |
| --- | ---------- | --- | - | - | - | --- | -- | -- | --- | ----------------------------- | - | --- | --- | --- | --- |
| 1   | België     | 3   | 3 | 0 | 0 | 9   | 10 | 3  | +7  | Geplaatst voor de eliteronde. |   | —   | 3–2 | 3–0 | 4–1 |
| 2   | Denemarken | 3   | 2 | 0 | 1 | 6   | 13 | 3  | +10 | Geplaatst voor de eliteronde. |   | —   | —   | 3–0 | 8–0 |
| 3   | Roemenië   | 3   | 1 | 0 | 2 | 3   | 4  | 8  | −4  |                               |   | —   | —   | —   | 4–2 |
| 4   | Estland    | 3   | 0 | 0 | 3 | 0   | 3  | 16 | −13 |                               | — | —   | —   | —   |     |

### Groep 7
De wedstrijden werden gespeeld tussen 20 en 26 oktober 2022 in Kroatië.
| Pos | Team    | Wed | W | G | V | Ptn | DV | DT | +/− | Kwalificatie                  |  | WAL | CRO | ALB | SWE |
| --- | ------- | --- | - | - | - | --- | -- | -- | --- | ----------------------------- |  | --- | --- | --- | --- |
| 1   | Wales   | 3   | 1 | 2 | 0 | 5   | 5  | 3  | +2  | Geplaatst voor de eliteronde. |  | —   | 2–0 | 0–0 | 3–3 |
| 2   | Kroatië | 3   | 1 | 1 | 1 | 4   | 3  | 4  | −1  | Geplaatst voor de eliteronde. |  | —   | —   | 1–0 | 2–2 |
| 3   | Albanië | 3   | 1 | 1 | 1 | 4   | 3  | 2  | +1  | Geplaatst voor de eliteronde. |  | —   | —   | —   | 3–0 |
| 4   | Zweden  | 3   | 0 | 2 | 1 | 2   | 6  | 8  | −2  |                               |  | —   | —   | —   | —   |

### Groep 8
De wedstrijden werden gespeeld tussen 5 en 11 oktober 2022 in Kosovo.
| Pos | Team        | Wed | W | G | V | Ptn | DV | DT | +/− | Kwalificatie                  |   | ITA | FIN | GRE | KOS |
| --- | ----------- | --- | - | - | - | --- | -- | -- | --- | ----------------------------- | - | --- | --- | --- | --- |
| 1   | Italië      | 3   | 3 | 0 | 0 | 9   | 11 | 2  | +9  | Geplaatst voor de eliteronde. |   | —   | 4–0 | 2–0 | 5–2 |
| 2   | Finland     | 3   | 1 | 1 | 1 | 4   | 3  | 6  | −3  | Geplaatst voor de eliteronde. |   | —   | —   | 2–1 | 1–1 |
| 3   | Griekenland | 3   | 1 | 0 | 2 | 3   | 6  | 4  | +2  |                               |   | —   | —   | —   | 5–0 |
| 4   | Kosovo      | 3   | 0 | 1 | 2 | 1   | 3  | 11 | −8  |                               | — | —   | —   | —   |     |

### Groep 9
De wedstrijden werden gespeeld tussen 25 en 31 oktober 2022 in Noord-Macedonië.
| Pos | Team            | Wed | W | G | V | Ptn | DV | DT | +/− | Kwalificatie                  |   | FRA | ISL | LUX | MKD |
| --- | --------------- | --- | - | - | - | --- | -- | -- | --- | ----------------------------- | - | --- | --- | --- | --- |
| 1   | Frankrijk       | 3   | 3 | 0 | 0 | 9   | 12 | 0  | +12 | Geplaatst voor de eliteronde. |   | —   | 4–0 | 4–0 | 4–0 |
| 2   | IJsland         | 3   | 2 | 0 | 1 | 6   | 6  | 5  | +1  | Geplaatst voor de eliteronde. |   | —   | —   | 3–1 | 3–0 |
| 3   | Luxemburg       | 3   | 1 | 0 | 2 | 3   | 4  | 9  | −5  |                               |   | —   | —   | —   | 3–2 |
| 4   | Noord-Macedonië | 3   | 0 | 0 | 3 | 0   | 2  | 10 | −8  |                               | — | —   | —   | —   |     |

### Groep 10
De wedstrijden werden gespeeld tussen 20 en 26  oktober 2022 in Noorwegen.
| Pos | Team        | Wed | W | G | V | Ptn | DV | DT | +/− | Kwalificatie                  |  | NOR | IRL | BLR | ARM |
| --- | ----------- | --- | - | - | - | --- | -- | -- | --- | ----------------------------- |  | --- | --- | --- | --- |
| 1   | Noorwegen   | 3   | 2 | 1 | 0 | 7   | 12 | 1  | +11 | Geplaatst voor de eliteronde. |  | —   | 1–1 | 4–0 | 7–0 |
| 2   | Ierland     | 3   | 1 | 2 | 0 | 5   | 7  | 3  | +4  | Geplaatst voor de eliteronde. |  | —   | —   | 2–2 | 4–0 |
| 3   | Wit-Rusland | 3   | 1 | 1 | 1 | 4   | 7  | 8  | −1  | Geplaatst voor de eliteronde. |  | —   | —   | —   | 5–2 |
| 4   | Armenië     | 3   | 0 | 0 | 3 | 0   | 2  | 16 | −14 |                               |  | —   | —   | —   | —   |

### Groep 11
De wedstrijden werden gespeeld tussen 1 en 7 november 2022 in Cyprus.
| Pos | Team      | Wed | W | G | V | Ptn | DV | DT | +/− | Kwalificatie                  |  | SRB | CYP | GIB  | RUS |
| --- | --------- | --- | - | - | - | --- | -- | -- | --- | ----------------------------- |  | --- | --- | ---- | --- |
| 1   | Servië    | 2   | 2 | 0 | 0 | 6   | 15 | 1  | +14 | Geplaatst voor de eliteronde. |  | —   | 3–1 | 12–0 | —   |
| 2   | Cyprus    | 2   | 1 | 0 | 1 | 3   | 3  | 3  | 0   | Geplaatst voor de eliteronde. |  | —   | —   | 2–0  | —   |
| 3   | Gibraltar | 2   | 0 | 0 | 2 | 0   | 0  | 14 | −14 |                               |  | —   | —   | —    | —   |
| 4   | Rusland   | 0   | 0 | 0 | 0 | 0   | 0  | 0  | 0   | Uitgesloten van deelname.     |  | —   | —   | —    | —   |

### Groep 12
De wedstrijden werden gespeeld tussen 19 en 25 oktober 2022 in Moldavië.
| Pos | Team      | Wed | W | G | V | Ptn | DV | DT | +/− | Kwalificatie                  |  | GER | LAT | SVK | MDA |
| --- | --------- | --- | - | - | - | --- | -- | -- | --- | ----------------------------- |  | --- | --- | --- | --- |
| 1   | Duitsland | 3   | 2 | 0 | 1 | 6   | 6  | 1  | +5  | Geplaatst voor de eliteronde. |  | —   | 2–0 | 0–1 | 4–0 |
| 2   | Letland   | 3   | 2 | 0 | 1 | 6   | 4  | 4  | 0   | Geplaatst voor de eliteronde. |  | —   | —   | 1–0 | 3–2 |
| 3   | Slowakije | 3   | 1 | 1 | 1 | 4   | 2  | 2  | 0   | Geplaatst voor de eliteronde. |  | —   | —   | —   | 1–1 |
| 4   | Moldavië  | 3   | 0 | 1 | 2 | 1   | 3  | 8  | −5  |                               |  | —   | —   | —   | —   |

### Groep 13
De wedstrijden werden gespeeld tussen 13 en 19 oktober 2022 in Bulgarije.
| Pos | Team        | Wed | W | G | V | Ptn | DV | DT | +/− | Kwalificatie                  |   | SUI | TUR | BUL | SMR |
| --- | ----------- | --- | - | - | - | --- | -- | -- | --- | ----------------------------- | - | --- | --- | --- | --- |
| 1   | Zwitserland | 3   | 2 | 1 | 0 | 7   | 12 | 3  | +9  | Geplaatst voor de eliteronde. |   | —   | 3–3 | 2–0 | 7–0 |
| 2   | Turkije     | 3   | 2 | 1 | 0 | 7   | 11 | 6  | +5  | Geplaatst voor de eliteronde. |   | —   | —   | 3–2 | 1–1 |
| 3   | Bulgarije   | 3   | 1 | 0 | 2 | 3   | 6  | 5  | +1  |                               |   | —   | —   | —   | 4–0 |
| 4   | San Marino  | 3   | 0 | 0 | 3 | 0   | 1  | 16 | −15 |                               | — | —   | —   | —   |     |

### Ranking nummers 3
Om te bepalen wat de vier beste nummers 3 zijn wordt er een rangschikking gemaakt waarbij de resultaten tegen de nummer 4 uit de poule niet meetellen. De bovenste vier landen kwalificeren zich voor de eliteronde.
| Pos | Grp | Team          | Wed | W | G | V | Ptn | DV | DT | +/− | Kwalificatie |
| --- | --- | ------------- | --- | - | - | - | --- | -- | -- | --- | ------------ |
| 1   | 12  | Slowakije     | 2   | 1 | 0 | 1 | 3   | 1  | 1  | 0   | Eliteronde   |
| 2   | 7   | Albanië       | 2   | 0 | 1 | 1 | 1   | 0  | 1  | −1  | Eliteronde   |
| 3   | 4   | Noord-Ierland | 2   | 0 | 1 | 1 | 1   | 1  | 4  | −3  | Eliteronde   |
| 4   | 10  | Wit-Rusland   | 2   | 0 | 1 | 1 | 1   | 2  | 6  | −4  | Eliteronde   |
| 5   | 1   | Kazachstan    | 2   | 0 | 1 | 1 | 1   | 1  | 6  | −5  |              |
| 6   | 5   | Oostenrijk    | 2   | 0 | 0 | 2 | 0   | 2  | 5  | −3  |              |
| 7   | 13  | Bulgarije     | 2   | 0 | 0 | 2 | 0   | 2  | 5  | −3  |              |
| 8   | 8   | Griekenland   | 2   | 0 | 0 | 2 | 0   | 1  | 4  | −3  |              |
| 9   | 2   | Azerbeidzjan  | 2   | 0 | 0 | 2 | 0   | 2  | 6  | −4  |              |
| 10  | 3   | Georgië       | 2   | 0 | 0 | 2 | 0   | 3  | 9  | −6  |              |
| 11  | 9   | Luxemburg     | 2   | 0 | 0 | 2 | 0   | 1  | 7  | −6  |              |
| 12  | 6   | Roemenië      | 2   | 0 | 0 | 2 | 0   | 0  | 6  | −6  |              |
| 13  | 11  | Gibraltar     | 2   | 0 | 0 | 2 | 0   | 0  | 14 | −14 |              |

1. 1 2  Disciplinaire punten (Oostenrijk: 4 pnt.; Bulgarije: 6 pnt).

## Loting eliteronde
De loting voor de eliteronde was op 8 december 2022.

## Eliteronde

### Groep 1
De wedstrijden werden gespeeld tussen 22 en 28 maart in Servië.
| Pos | Team                  | Wed | W | G | V | Ptn | DV | DT | +/− | Kwalificatie                      |   | SRB | BIH | BLR | ISR |
| --- | --------------------- | --- | - | - | - | --- | -- | -- | --- | --------------------------------- | - | --- | --- | --- | --- |
| 1   | Servië                | 3   | 2 | 0 | 1 | 6   | 9  | 2  | +7  | Geplaatst voor het hoofdtoernooi. |   | —   | 5–0 | 1–2 | 3–0 |
| 2   | Bosnië en Herzegovina | 3   | 1 | 1 | 1 | 4   | 3  | 7  | −4  |                                   |   | —   | —   | 2–1 | 1–1 |
| 3   | Wit-Rusland           | 3   | 1 | 1 | 1 | 4   | 5  | 5  | 0   |                                   | — | —   | —   | 2–2 |     |
| 4   | Israël                | 3   | 0 | 2 | 1 | 2   | 3  | 6  | −3  |                                   | — | —   | —   | —   |     |

### Groep 2
De wedstrijden werden gespeeld tussen 22 en 28 maart in Wales.
| Pos | Team       | Wed | W | G | V | Ptn | DV | DT | +/− | Kwalificatie                      |   | WAL | SCO | ISL | MNE |
| --- | ---------- | --- | - | - | - | --- | -- | -- | --- | --------------------------------- | - | --- | --- | --- | --- |
| 1   | Wales      | 3   | 1 | 2 | 0 | 5   | 7  | 5  | +2  | Geplaatst voor het hoofdtoernooi. |   | —   | 4–2 | 1–1 | 2–2 |
| 2   | Schotland  | 3   | 1 | 1 | 1 | 4   | 4  | 5  | −1  | Geplaatst voor het hoofdtoernooi. |   | —   | —   | 0–0 | 2–1 |
| 3   | IJsland    | 3   | 0 | 3 | 0 | 3   | 1  | 1  | 0   |                                   |   | —   | —   | —   | 0–0 |
| 4   | Montenegro | 3   | 0 | 2 | 1 | 2   | 3  | 4  | −1  |                                   | — | —   | —   | —   |     |

### Groep 3
De wedstrijden werden gespeeld tussen 22 en 28 maart in Nederland.
| Pos | Team          | Wed | W | G | V | Ptn | DV | DT | +/− | Kwalificatie                      |   | NED | ENG | DEN | NIR |
| --- | ------------- | --- | - | - | - | --- | -- | -- | --- | --------------------------------- | - | --- | --- | --- | --- |
| 1   | Nederland     | 3   | 2 | 1 | 0 | 7   | 5  | 3  | +2  | Geplaatst voor het hoofdtoernooi. |   | —   | 1–0 | 2–2 | 2–1 |
| 2   | Engeland      | 3   | 2 | 0 | 1 | 6   | 5  | 2  | +3  | Geplaatst voor het hoofdtoernooi. |   | —   | —   | 3–1 | 2–0 |
| 3   | Denemarken    | 3   | 1 | 1 | 1 | 4   | 7  | 6  | +1  |                                   |   | —   | —   | —   | 4–1 |
| 4   | Noord-Ierland | 3   | 0 | 0 | 3 | 0   | 2  | 8  | −6  |                                   | — | —   | —   | —   |     |

### Groep 4
De wedstrijden werden gespeeld tussen 22 en 28 maart in Turkije.
| Pos | Team      | Wed | W | G | V | Ptn | DV | DT | +/− | Kwalificatie                      |   | ESP | GER | TUR | FIN |
| --- | --------- | --- | - | - | - | --- | -- | -- | --- | --------------------------------- | - | --- | --- | --- | --- |
| 1   | Spanje    | 3   | 2 | 1 | 0 | 7   | 6  | 4  | +2  | Geplaatst voor het hoofdtoernooi. |   | —   | 4–3 | 0–0 | 2–1 |
| 2   | Duitsland | 3   | 2 | 0 | 1 | 6   | 12 | 5  | +7  | Geplaatst voor het hoofdtoernooi. |   | —   | —   | 2–1 | 7–0 |
| 3   | Turkije   | 3   | 1 | 1 | 1 | 4   | 6  | 3  | +3  |                                   |   | —   | —   | —   | 5–1 |
| 4   | Finland   | 3   | 0 | 0 | 3 | 0   | 2  | 14 | −12 |                                   | — | —   | —   | —   |     |

### Groep 5
De wedstriijden werden gspeeld tussen 22 en 28 maart in Portugal.
| Pos | Team      | Wed | W | G | V | Ptn | DV | DT | +/− | Kwalificatie                      |   | POR | POL | CZE | SVK |
| --- | --------- | --- | - | - | - | --- | -- | -- | --- | --------------------------------- | - | --- | --- | --- | --- |
| 1   | Portugal  | 3   | 3 | 0 | 0 | 9   | 5  | 0  | +5  | Geplaatst voor het hoofdtoernooi. |   | —   | 1–0 | 2–0 | 2–0 |
| 2   | Polen     | 3   | 2 | 0 | 1 | 6   | 6  | 1  | +5  | Geplaatst voor het hoofdtoernooi. |   | —   | —   | 1–0 | 5–0 |
| 3   | Tsjechië  | 3   | 1 | 0 | 2 | 3   | 3  | 3  | 0   |                                   |   | —   | —   | —   | 3–0 |
| 4   | Slowakije | 3   | 0 | 0 | 3 | 0   | 0  | 10 | −10 |                                   | — | —   | —   | —   |     |

### Groep 6
De wedstrijden werden gespeeld tussen 7 en 13 maart in Cyprus.
| Pos | Team     | Wed | W | G | V | Ptn | DV | DT | +/− | Kwalificatie                      |   | IRL | ITA | UKR | CYP |
| --- | -------- | --- | - | - | - | --- | -- | -- | --- | --------------------------------- | - | --- | --- | --- | --- |
| 1   | Ierland  | 3   | 2 | 1 | 0 | 7   | 8  | 4  | +4  | Geplaatst voor het hoofdtoernooi. |   | —   | 2–2 | 3–0 | 3–2 |
| 2   | Italië   | 3   | 2 | 1 | 0 | 7   | 7  | 3  | +4  | Geplaatst voor het hoofdtoernooi. |   | —   | —   | 3–0 | 2–1 |
| 3   | Oekraïne | 3   | 1 | 0 | 2 | 3   | 4  | 8  | −4  |                                   |   | —   | —   | —   | 4–2 |
| 4   | Cyprus   | 3   | 0 | 0 | 3 | 0   | 5  | 9  | −4  |                                   | — | —   | —   | —   |     |

### Groep 7
De wedstrijden werden gespeeld tussen 22 en 28 maart in Noorwegen.
| Pos | Team      | Wed | W | G | V | Ptn | DV | DT | +/− | Kwalificatie                      |   | CRO | SLO | NOR | BEL |
| --- | --------- | --- | - | - | - | --- | -- | -- | --- | --------------------------------- | - | --- | --- | --- | --- |
| 1   | Kroatië   | 3   | 2 | 1 | 0 | 7   | 3  | 1  | +2  | Geplaatst voor het hoofdtoernooi. |   | —   | 2–1 | 0–0 | 1–0 |
| 2   | Slovenië  | 3   | 1 | 1 | 1 | 4   | 3  | 3  | 0   | Geplaatst voor het hoofdtoernooi. |   | —   | —   | 1–0 | 1–1 |
| 3   | Noorwegen | 3   | 1 | 1 | 1 | 4   | 5  | 1  | +4  |                                   |   | —   | —   | —   | 5–0 |
| 4   | België    | 3   | 0 | 1 | 2 | 1   | 1  | 7  | −6  |                                   | — | —   | —   | —   |     |

### Groep 8
De wedstrijden werden gespeeld tussen 22 en 28 maart in Albanië.
| Pos | Team        | Wed | W | G | V | Ptn | DV | DT | +/− | Kwalificatie                      |   | FRA | SUI | ALB | LAT |
| --- | ----------- | --- | - | - | - | --- | -- | -- | --- | --------------------------------- | - | --- | --- | --- | --- |
| 1   | Frankrijk   | 3   | 3 | 0 | 0 | 9   | 8  | 2  | +6  | Geplaatst voor het hoofdtoernooi. |   | —   | 2–1 | 4–0 | 2–1 |
| 2   | Zwitserland | 3   | 1 | 1 | 1 | 4   | 7  | 5  | +2  | Geplaatst voor het hoofdtoernooi. |   | —   | —   | 1–1 | 5–2 |
| 3   | Albanië     | 3   | 0 | 2 | 1 | 2   | 2  | 6  | −4  |                                   |   | —   | —   | —   | 1–1 |
| 4   | Letland     | 3   | 0 | 1 | 2 | 1   | 4  | 8  | −4  |                                   | — | —   | —   | —   |     |

### Ranking tweede plekken
De zeven beste tweede plekken kwalificeren zich voor het hoofdtoernooi.
| Pos | Grp | Team                  | Wed | W | G | V | Ptn | DV | DT | +/− | Kwalificatie                      |
| --- | --- | --------------------- | --- | - | - | - | --- | -- | -- | --- | --------------------------------- |
| 1   | 6   | Italië                | 3   | 2 | 1 | 0 | 7   | 7  | 3  | +4  | Geplaatst voor het hoofdtoernooi. |
| 2   | 4   | Duitsland             | 3   | 2 | 0 | 1 | 6   | 12 | 5  | +7  | Geplaatst voor het hoofdtoernooi. |
| 3   | 5   | Polen                 | 3   | 2 | 0 | 1 | 6   | 6  | 1  | +5  | Geplaatst voor het hoofdtoernooi. |
| 4   | 3   | Engeland              | 3   | 2 | 0 | 1 | 6   | 5  | 2  | +3  | Geplaatst voor het hoofdtoernooi. |
| 5   | 8   | Zwitserland           | 3   | 1 | 1 | 1 | 4   | 7  | 5  | +2  | Geplaatst voor het hoofdtoernooi. |
| 6   | 7   | Slovenië              | 3   | 1 | 1 | 1 | 4   | 3  | 3  | 0   | Geplaatst voor het hoofdtoernooi. |
| 7   | 2   | Schotland             | 3   | 1 | 1 | 1 | 4   | 4  | 5  | −1  | Geplaatst voor het hoofdtoernooi. |
| 8   | 1   | Bosnië en Herzegovina | 3   | 1 | 1 | 1 | 4   | 3  | 7  | −4  |                                   |

Jeugd-EK's: onder 21 · onder 19       Jeugd-WK's: onder 20 · onder 17